# Бенковски (Пловдивская область)
Бенковски (болг. Бенковски) — село в Болгарии. Находится в Пловдивской области,в 12 километрах от Пловдива и входит в общину Марица. Население составляет 1 330 человек.

## Политическая ситуация
В местном кметстве Бенковски, в состав которого входит Бенковски, должность кмета (старосты) исполняет Гергана Спасова Титюкова (коалиция в составе 2 партий: Демократы за сильную Болгарию (ДСБ), Союз демократических сил (СДС)) по результатам выборов.
Кмет (мэр) общины Марица — Запрян Иванов Дачев (Болгарская социалистическая партия (БСП)) по результатам выборов.